# Natação nos Jogos Pan-Americanos de 2023 - 400 m medley feminino
A competição de 400 m medley feminino da natação nos Jogos Pan-Americanos de 2023 foi disputada em 24 de outubro no Centro Acuático Estadio Nacional, em Santiago, no Chile. No total, competiram 19 atletas de 14 Comitês Olímpicos Nacionais (CON).

## Calendário
Horário local (UTC-4).
| Data          | Horário | Fase          |
| ------------- | ------- | ------------- |
| 24 de outubro | 09:42   | Eliminatórias |
| 24 de outubro | 16:20   | Final B       |
| 24 de outubro | 17:30   | Final A       |

## Medalhistas
| Ouro   | CAN Julie Brousseau    |
| Prata  | USA Lucerne Bell       |
| Bronze | BRA Gabrielle Roncatto |

## Recordes
Antes desta competição, os recordes mundiais e dos Jogos Pan-Americanos da prova eram os seguintes:
| Tipo                             | Atleta               | Tempo   | Local   | Data                 |
| -------------------------------- | -------------------- | ------- | ------- | -------------------- |
|                                  | CAN Summer McIntosh  | 4m25s87 | Toronto | 4 de janeiro de 2023 |
| Recorde dos Jogos Pan-Americanos | USA Caitlin Leverenz | 4m35s46 | Toronto | 16 de julho de 2015  |

## Resultados

### Eliminatórias
Qualificação: Os oito mais rápidos (QA) classificam-se para a final A e os próximos oito mais rápidos (QB) classificam-se para a final B.
As eliminatórias foram realizadas em 24 de outubro.
| Pos. | Bateria | Raia | Atleta             | Nacionalidade                       | Tempo   | Notas |
| ---- | ------- | ---- | ------------------ | ----------------------------------- | ------- | ----- |
| 1    | 2       | 4    | Lucerne Bell       | USA Estados Unidos                  | 4:49.68 | QA    |
| 2    | 3       | 4    | Julie Brousseau    | CAN Canadá                          | 4:49.78 | QA    |
| 3    | 2       | 5    | Nathália Siqueira  | BRA Brasil                          | 4:51.33 | QA    |
| 4    | 2       | 3    | Gabrielle Roncatto | BRA Brasil                          | 4:51.43 | QA    |
| 5    | 3       | 5    | Kristen Romano     | PUR Porto Rico                      | 4:52.48 | QA    |
| 6    | 3       | 6    | María Alborzén     | ARG Argentina                       | 4:56.18 | QA    |
| 7    | 3       | 3    | Floréncia Perotti  | ARG Argentina                       | 4:58.83 | QA    |
| 8    | 3       | 1    | Alondra Ortiz      | CRC Costa Rica                      | 4:59.46 | QA    |
| 9    | 3       | 7    | Samantha Baños     | COL Colômbia                        | 5:01.27 | QB    |
| 10   | 2       | 6    | Magdalena Portela  | ARG Argentina                       | 5:02.32 | QB    |
| 11   | 3       | 8    | Mariana Cote       | VEN Venezuela                       | 5:06.11 | QB    |
| 12   | 2       | 7    | Karen Rodríguez    | MEX México                          | 5:06.49 | QB    |
| 13   | 2       | 1    | Lucero Mejia       | EAI Equipe de Atletas Independentes | 5:08.30 | QB    |
| 14   | 2       | 2    | María Fe Muñoz     | PER Peru                            | 5:09.37 | WD    |
| 15   | 3       | 2    | Isabella Chávez    | MEX México                          | 5:09.84 | QB    |
| 16   | 2       | 8    | Daine Pedré        | CUB Cuba                            | 5:11.96 | WD    |
| 17   | 1       | 3    | Sierrah Broadbelt  | CAY Ilhas Cayman                    | 5:15.81 | QB    |
| 18   | 1       | 5    | Giuliana Alberti   | CHI Chile                           | 5:20.29 | QB    |
| 19   | 1       | 4    | Florencia Orpis    | CHI Chile                           | 5:23.02 |       |

### Final B
A final B foi realizada em 24 de outubro.
| Pos. | Raia | Atleta            | Nacionalidade                       | Tempo   | Notas |
| ---- | ---- | ----------------- | ----------------------------------- | ------- | ----- |
| 9    | 5    | Magdalena Portela | ARG Argentina                       | 4:55.61 |       |
| 10   | 4    | Samantha Baños    | COL Colômbia                        | 4:59.60 |       |
| 11   | 3    | Mariana Cote      | VEN Venezuela                       | 5:04.65 |       |
| 12   | 6    | Karen Rodríguez   | MEX México                          | 5:04.75 |       |
| 13   | 7    | Isabella Chávez   | MEX México                          | 5:08.72 |       |
| 14   | 2    | Lucero Mejia      | EAI Equipe de Atletas Independentes | 5:10.94 |       |
| 15   | 1    | Sierrah Broadbelt | CAY Ilhas Cayman                    | 5:17.56 |       |
| 16   | 8    | Giuliana Alberti  | CHI Chile                           | 5:25.16 |       |

### Final A
A final A foi realizada em 24 de outubro.
| Pos. | Raia | Atleta             | Nacionalidade      | Tempo   | Notas |
| ---- | ---- | ------------------ | ------------------ | ------- | ----- |
| 01 ! | 5    | Julie Brousseau    | CAN Canadá         | 4:43.76 |       |
| 02 ! | 4    | Lucerne Bell       | USA Estados Unidos | 4:44.27 |       |
| 03 ! | 6    | Gabrielle Roncatto | BRA Brasil         | 4:47.92 |       |
| 4    | 2    | Kristen Romano     | PUR Porto Rico     | 4:48.73 |       |
| 5    | 3    | Nathália Siqueira  | BRA Brasil         | 4:52.15 |       |
| 6    | 7    | María Alborzén     | ARG Argentina      | 4:54.67 |       |
| 7    | 8    | Alondra Ortiz      | CRC Costa Rica     | 4:59.34 |       |
| 8    | 1    | Floréncia Perotti  | ARG Argentina      | 5:01.01 |       |

Legenda
| Recorde mundial                  | Recorde mundial (World record)               |                       | Recorde africano                      | Recorde africano (African) |                                           | Q | Classificado por posição (Qualified) |
| Recorde dos Jogos Pan-Americanos | Recorde pan-americano (Pan-American record)  | Recorde da América    | Recorde da América (Americas)         | q                          | Classificado por melhor tempo (Qualified) |   |                                      |
| Melhor marca do ano              | Melhor marca do ano (World leading)          | Recorde asiático      | Recorde asiático (Asian)              | DNS                        | Não largou (Did not start)                |   |                                      |
| Recorde nacional                 | Recorde nacional (National record)           | Recorde europeu       | Recorde europeu (European)            | DNF                        | Não terminou (Did not finish)             |   |                                      |
| Recorde pessoal                  | Recorde pessoal do atleta (Personal best)    | Recorde da Oceania    | Recorde da Oceania (Oceania)          | DSQ / DQ                   | Desclassificado (Disqualified)            |   |                                      |
| Recorde da temporada             | Recorde da temporada do atleta (Season best) | Recorde sul-americano | Recorde sul-americano (South America) | NM                         | Sem marca (No mark)                       |   |                                      |